# Аврора и Кефал (картина Буше)
«Аврора и Кефал» (фр. Aurore et Céphale) — картина французского живописца Франсуа Буше, написанная в 1733 году. Изображает Кефала и Аврору из «Метаморфоз» Овидия. Находится в коллекции Музея изобразительного искусства в Нанси (Франция).

## История
Буше написал «Аврору и Кефала» после своего возвращения из Италии. Франсуа Дербэ, юрист Парижского парламента заказал картину для своего особняка на рю-де-Пуассоньер в Париже в качестве пары к «Венере, просящей у Вулкана оружия для Энея» Антониса Ван Дейка (1732, Лувр). Проданные после смерти Дербэ, обе картины вместе вернулись на рынок в результате посмертной продажи коллекции французского писателя и коллекционера Клода-Анри Ватле (1718—1786) 12 июня 1786 года. Оба полотна были куплены адвокатом Альфонсом Пайе для французской королевской коллекции в Лувре за 3121 ливр.
В 1801 году, когда Лувр был известен как Центральный музей искусств, «Аврора и Кефал» была одной из тридцати работ, выбранных для украшения Люневильского дворца для подписания Люневильского договора между Францией и Австрией 8 февраля 1801 года. По просьбе департамента Мёрт картина Буше и двенадцать других картин были переданы в музей в Нанси ещё до принятия декрета Шапталя от 14 фрюктидора IX года (1 сентября 1801 года), что считается датой основания региональных музеев Франции.

## Сюжет и описание
Франсуа Буше, выполняя заказ Франсуа Дербэ, выбрал мифологический сюжет из «Метаморфоз» Овидия (Книга VII). Молодой охотник Кефал, муж Прокриды, против своей воли был похищен богиней Авророй. Сопротивляясь богине, охотник отправляется обратно к жене, в плен роковой судьбы: Кефал случайно смертельно ранил Прокриду, приняв её за зверя.
Буше смягчил историю, сведя её к гармоничному союзу Авроры и Кефала, благодаря чему исчез драматический аспект сюжета. Подняв томный взор на обольстительную богиню, юноша не оказывает ей сопротивления. Буше не раз возвращался к этой теме в течение своей карьеры.